# Stopkoočkovití
Stopkoočkovití (Diopsidae) patří do řádu dvoukřídlých. Od většiny ostatních much se odlišují očními stopkami: výběžky ze stran hlavy s očima na konci. Oční stopky jsou přítomny u obou pohlaví, u samic jsou však kratší.
Stopkoočky jsou až centimetr dlouhé a živí se jak rozkládajícími se rostlinami, tak živočichy.

## Výskyt
Je známo více než 100 druhů stopkooček, nejvíce druhů se nachází v tropických oblastech Starého světa. Nejznámější druhy pocházejí z jihovýchodní Asie a jižní Afriky.
Dospělé stopkoočky se typicky vyskytují na nízko položené vegetaci ve vlhkých oblastech, často v blízkosti potoků a řek. Živí se houbami a bakteriemi, které získávají z rozkládající se vegetace.

## Morfologie

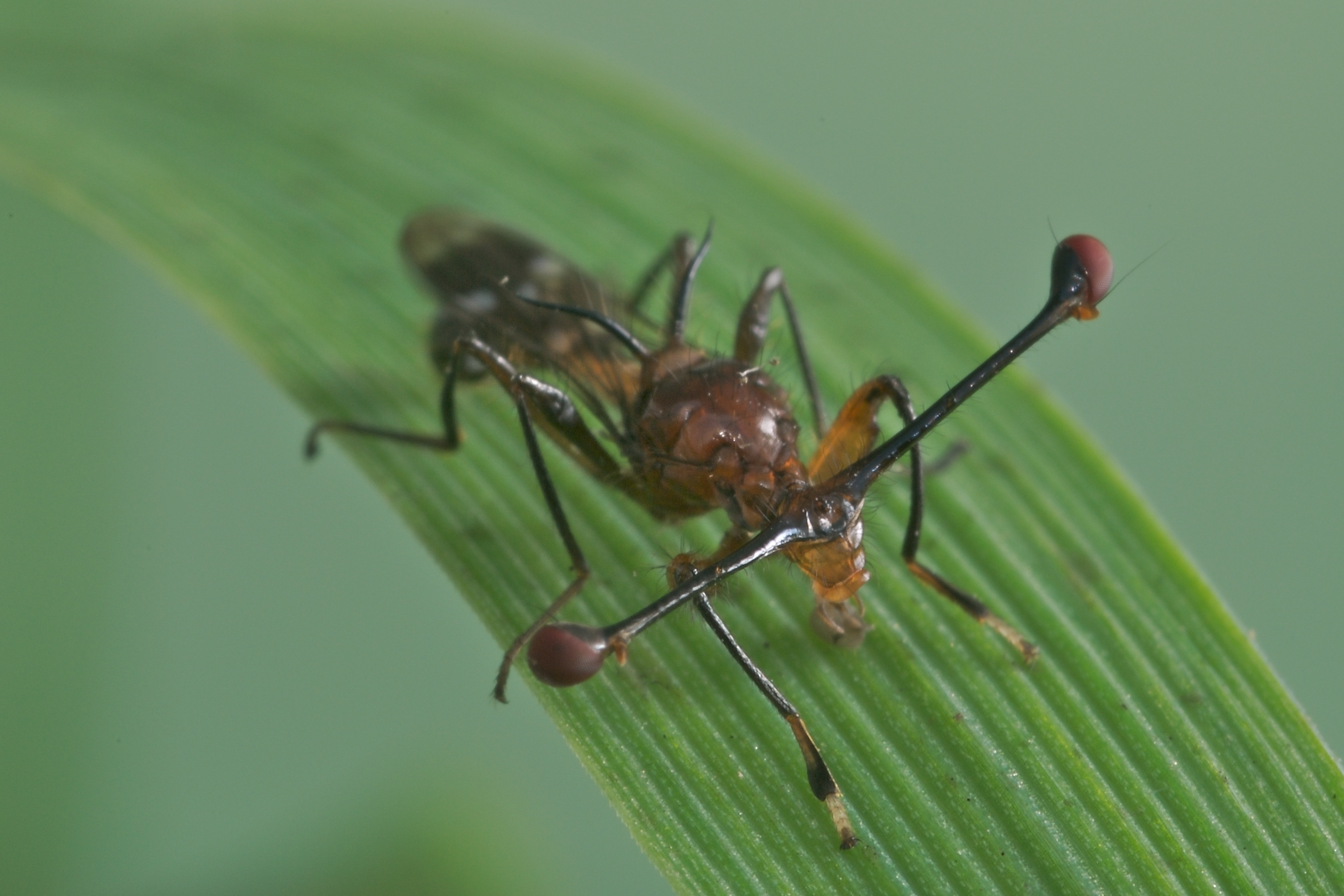
Samec Teleopsis dalmanni

Diopsidae jsou malé až středně velké mouchy, v rozmezí od asi 4 do asi 12 mm délky. Hlava je obvykle řídce osrstěná, chybí vibrisy.
Oči se nacházejí na výstupcích ze stran hlavy. Tykadla jsou umístěna na očních stopkách. Ačkoli samci i samice většiny druhů mají oční stopky, u samců jsou mnohem delší.
Samci o své družky nebojují. Místo toho provádí rituál, při kterém stojí proti sobě s roztaženými předními končetinami a porovnávají si délku očních stopek. Čím delší je mají, tím větší šanci mají u samiček.